# Porta San Vitale
La Porta San Vitale (pôrta ed Stra San Vidèl en dialecte bolonais) est l'une des portes de l'ancienne enceinte médiévale de Bologne.

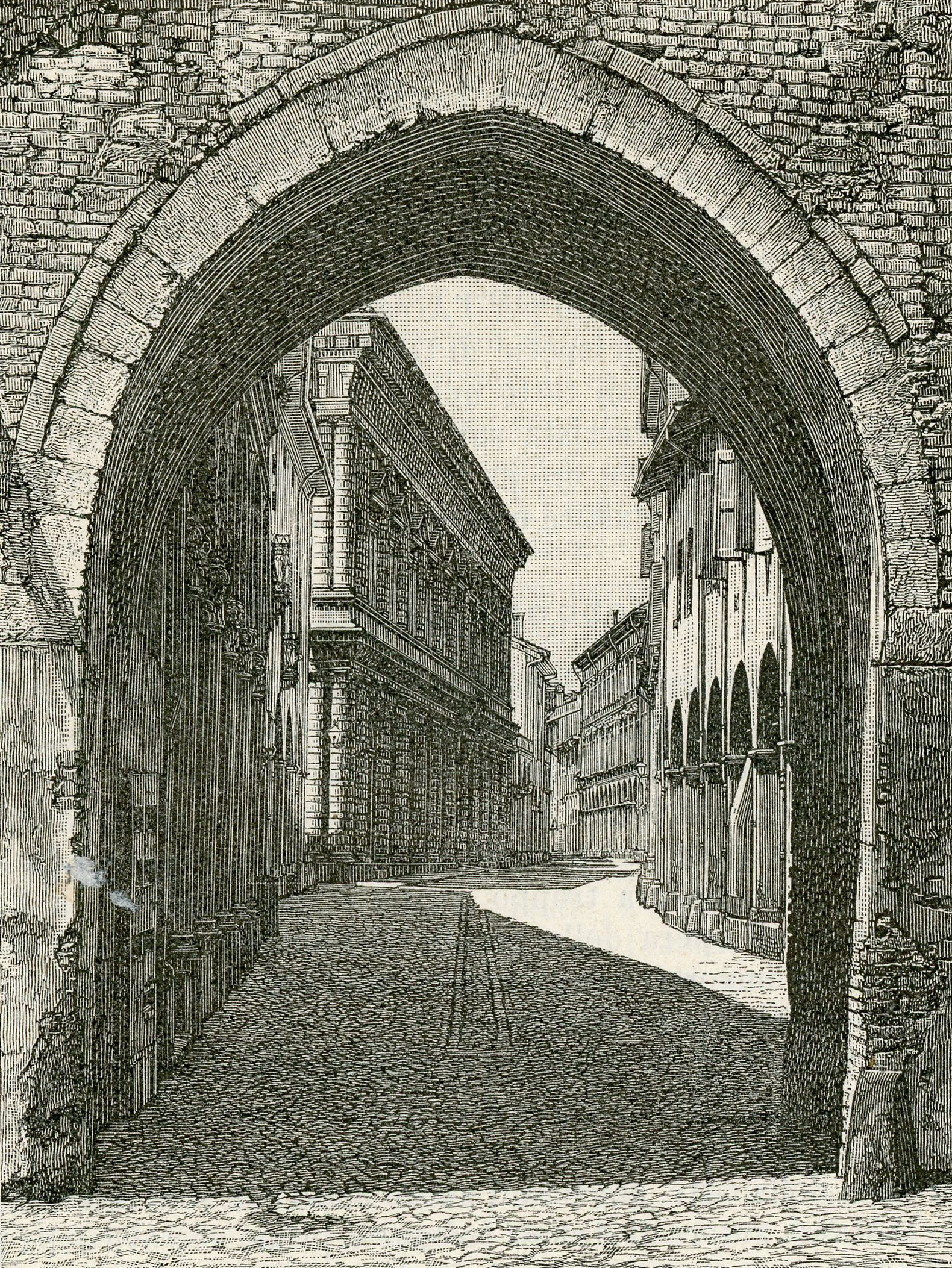
Porte et rue de San Vitale dans une estampe de la fin du XIXe siècle.

## Histoire
La Porta San Vitale s'élève au bout de la rue homonyme, à l'endroit où cette dernière change de nom en via Giuseppe Massarenti, à l'intersection des viali di circonvallazione. Construite en 1286, elle est en brique. Dès ses origines, elle eut une importance particulière puisqu'elle se dressait sur la route de Ravenne.
Elle était à l'origine surmontée d'un donjon, démoli au XVIe siècle, et comprenait le logement du capitaine et des gardes. Après plusieurs rénovations et la construction d'un pont-levis en 1354 (démoli à la fin du XVIIIe siècle), elle prend ses dimensions actuelles avec les travaux de 1950-1952, lorsque le ravelin et l'avant-corps extérieur sont supprimés. Comme les autres portes de la ville, la Porta San Vitale a fait l'objet d'importants travaux de restauration entre 2007 et 2009.